# Wolfgang Golther
Wolfgang Golther, född 25 maj 1863 i Stuttgart, död 4 december 1945 i Rostock, var en tysk germanist.
Golther blev privatdocent i tysk filologi vid Münchens universitet 1888 och professor i samma ämne vid Rostocks universitet 1895. Han behandlade Das Rolandslied des Pfaffen Konrad (1887; prisbelönt) och Die Sage von Tristan und Isolde (1887) samt undersökte i Studien zur germanischen Sagengeschichte (1888) dels valkyriemyten, vars uppkomst han förlägger till 800-talet, dels förhållandet mellan Nibelungensagans tyska och nordiska form. I Die Wielandsage und die Wanderung der fränkischen Heldensage (i "Germania", 1888) söker han uppvisa, att Völundsagan är en ombildning och sammansmältning av de klassiska sagorna om Daidalos samt härstammar från södra Frankrike.
Sammanfattande arbeiten av Golther är Handbuch der germanischen Mythologie (1895) och Altnordische Literaturgeschichte (1905). Han var beundrare av Richard Wagners konst och verkade för utbredandet av densamma genom medarbetarskap i "Bayreuther Blätter" och de större arbetena Die sagengeschichtlichen Grundlagen der Ringdichtung Richard Wagners (1902), Bayreuth (1904) och Richard Wagner als Dichter (1904). Han var dessutom varit verksam som utgivare av bland annat forntyska dikter, "Ares Islendingabók" och Richard Wagners brev.